# Hov (mått)
Hov har i Skåne varit ett mått på antalet kärvar som ställts i rad för torkning, vanligen 60 st.

## Källa
1. ↑  Ernst Rietz: Svenskt dialektlexikon, sida 286,  Gleerups, Lund 1862–1867, faksimilutgåva Malmö 1962